# Fußball-Südostasienmeisterschaft 2024/Gruppe A
| Pl. | Land       | Sp. | S | U | N | Tore    | Diff. | Punkte |
| --- | ---------- | --- | - | - | - | ------- | ----- | ------ |
| 1.  | Thailand   | 4   | 4 | 0 | 0 | 018:400 | +14   | 12     |
| 2.  | Singapur   | 4   | 2 | 1 | 1 | 007:500 | +2    | 07     |
| 3.  | Malaysia   | 4   | 1 | 2 | 1 | 005:500 | ±0    | 05     |
| 4.  | Kambodscha | 4   | 1 | 1 | 2 | 007:800 | −1    | 04     |
| 5.  | Osttimor   | 4   | 0 | 0 | 4 | 003:180 | −15   | 0      |

Die Gruppe A der Fußball-Südostasienmeisterschaft 2024 war eine der zwei Gruppen des Turniers. Die ersten beiden Spiele wurden am 8. Dezember 2024 ausgetragen, der letzte Spieltag fand am 20. Dezember 2024 statt. Die Gruppe bestand aus den Nationalmannschaften aus Thailand, Malaysia, Singapur, Kambodscha und Osttimor.

## Kambodscha – Malaysia 2:2 (0:1)
| Kambodscha                                                                    | Kambodscha | Malaysia | Malaysia |
| ----------------------------------------------------------------------------- | --- | --- | -------- |
| Kambodscha                                                                    | \| 1. Spieltag \| \| 8. Dezember 2024 um 17:45 Uhr (11:45 Uhr MEZ) in Phnom Penh (Olympic Stadium) \| \| Zuschauer: 24.886 \| \| Schiedsrichter: Kim Woo-sung ( Südkorea) \| \| Spielbericht \|                                                                               | \| 1. Spieltag \| \| 8. Dezember 2024 um 17:45 Uhr (11:45 Uhr MEZ) in Phnom Penh (Olympic Stadium) \| \| Zuschauer: 24.886 \| \| Schiedsrichter: Kim Woo-sung ( Südkorea) \| \| Spielbericht \| | Malaysia |
| Kambodscha                                                                    | Vireak Dara – Takaki Ose, Mohammed Faeez Khan , Orn Chanpolin, Soeuy Visal (57. Sa Ty) – Sareth Krya, Yūdai Ogawa, Kim Sokyuth (70. Min Ratanak), Nick Taylor – Sieng Chanthea (90.+2' Lim Pisoth), Abdel Kader Coulibaly (70. Sor Rotana) Cheftrainer: Kōji Gyōtoku ( Japan) | Haziq Nadzli – Jimmy Raymond, Khuzaimi Piee (61. Adib Ra’op), Dominic Tan, Daniel Ting – Syamer Kutty Abba , Stuart Wilkin (90. Gunalan Pavithran), Endrick, Syafiq Ahmad (46. Darren Lok), Paulo Josué (70. Fergus Tierney) – Haqimi Azim (61. Ezequiel Agüero) Cheftrainer: Pau Vicente ( Spanien) | Malaysia |
| Kambodscha                                                                    | 1:1 Coulibaly (52.) 2:1 Sa T. (60.) | 0:1 Wilkin (35.) 2:2 Tierney (74.) | Malaysia |
| Kambodscha                                                                    | Raymond (55.) | | Malaysia |
| 1. Spieltag                                                                   | | |          |
| 8. Dezember 2024 um 17:45 Uhr (11:45 Uhr MEZ) in Phnom Penh (Olympic Stadium) | | |          |
| Zuschauer: 24.886                                                             | | |          |
| Schiedsrichter: Kim Woo-sung ( Südkorea)                                      | | |          |
| Spielbericht                                                                  | | |          |

## Osttimor – Thailand 0:10 (0:4)
| Osttimor                                                                  | Osttimor | Thailand | Thailand |
| ------------------------------------------------------------------------- | --- | --- | -------- |
| Osttimor                                                                  | \| 1. Spieltag \| \| 8. Dezember 2024 um 20:00 Uhr (14:00 Uhr MEZ) in Hanoi (Hàng Đẫy Stadium) \| \| Zuschauer: 1.239 \| \| Schiedsrichter: Kim Dae-yong ( Südkorea) \| \| Spielbericht \| | \| 1. Spieltag \| \| 8. Dezember 2024 um 20:00 Uhr (14:00 Uhr MEZ) in Hanoi (Hàng Đẫy Stadium) \| \| Zuschauer: 1.239 \| \| Schiedsrichter: Kim Dae-yong ( Südkorea) \| \| Spielbericht \| | Thailand |
| Osttimor                                                                  | Junildo Pereira (61. Georgino Mendonça) – João Panji, Anizo Correia, Yohanes Gusmão (73. Nelson Viegas) – Zenivio Mota (61. Francisco da Costa), Santiago da Costa, Filomeno Junior (73. Freteliano dos Santos), João Pedro , Claudio Osorio – Olagar Xavier, Kenny Ximenes (69. Elias Mesquita) Cheftrainer: Simón Elissetche ( Chile) | Korrakot Pipatnadda – Nicholas Mickelson, Pansa Hemviboon , Saringkan Promsupa, James Beresford (88. Suphanan Bureerat) – William Weidersjö (88. Worachit Kanitsribumphen), Akarapong Pumwisat (76. Weerathep Pomphan), Suphanat Mueanta, Ben Davis (42. Seksan Ratree), Anan Yodsangwal – Patrik Gustavsson (76. Teerasak Poeiphimai) Cheftrainer: Masatada Ishii ( Japan) | Thailand |
| Osttimor                                                                  | 0:1 Davis (4.) 0:2 Gustavsson (17.) 0:3 Mueanta (28.) 0:4 Davis (32.) 0:5 Mueanta (54.) 0:6 Ratree (56.) 0:7 Ratree (61.) 0:8 Poeiphimai (79.) 0:9 Poeiphimai (90.+2') 0:10 Mickelson (90.+3') | | Thailand |
| Osttimor                                                                  | Xavier (68.) | | Thailand |
| 1. Spieltag                                                               | | |          |
| 8. Dezember 2024 um 20:00 Uhr (14:00 Uhr MEZ) in Hanoi (Hàng Đẫy Stadium) | | |          |
| Zuschauer: 1.239                                                          | | |          |
| Schiedsrichter: Kim Dae-yong ( Südkorea)                                  | | |          |
| Spielbericht                                                              | | |          |

## Singapur – Kambodscha 2:1 (2:0)
| Singapur                                                                      | Singapur | Kambodscha | Kambodscha |
| ----------------------------------------------------------------------------- | --- | --- | ---------- |
| Singapur                                                                      | \| 2. Spieltag \| \| 11. Dezember 2024 um 19:00 Uhr (12:00 Uhr MEZ) in Singapur (National Stadium) \| \| Zuschauer: 12.391 \| \| Schiedsrichter: Ahmed al-Ali ( Jordanien) \| \| Spielbericht \| | \| 2. Spieltag \| \| 11. Dezember 2024 um 19:00 Uhr (12:00 Uhr MEZ) in Singapur (National Stadium) \| \| Zuschauer: 12.391 \| \| Schiedsrichter: Ahmed al-Ali ( Jordanien) \| \| Spielbericht \| | Kambodscha |
| Singapur                                                                      | Izwan Mahbud – Irfan Najeeb, Lionel Tan, Safuwan Baharudin , Christopher van Huizen (68. Ryhan Stewart) – Shahdan Sulaiman (55. Hariss Harun), Glenn Kweh (82. Naqiuddin Eunos), Kyōga Nakamura (90. Shakir Hamzah), Shah Shahiran, Faris Ramli (55. Hami Syahin) – Shawal Anuar (68. Taufik Suparno) Cheftrainer: Tsutomu Ogura ( Japan) | Vireak Dara – Lim Pisoth (46. Sa Ty), Mohammed Faeez Khan (74. Hikaru Mizuno), Takaki Ose, Orn Chanpolin (86. Sor Rotana) – Yeu Muslim (67. Sareth Krya), Yūdai Ogawa, Kim Sokyuth (53. Min Ratanak), Nick Taylor – Sieng Chanthea, Abdel Kader Coulibaly (46. Hav Soknet) Cheftrainer: Kōji Gyōtoku ( Japan) | Kambodscha |
| Singapur                                                                      | 1:0 Ramli (9.) 2:0 Anuar (16.) | 2:1 Sieng C. (59.) | Kambodscha |
| Singapur                                                                      | Ogawa (34.) | | Kambodscha |
| 2. Spieltag                                                                   | | |            |
| 11. Dezember 2024 um 19:00 Uhr (12:00 Uhr MEZ) in Singapur (National Stadium) | | |            |
| Zuschauer: 12.391                                                             | | |            |
| Schiedsrichter: Ahmed al-Ali ( Jordanien)                                     | | |            |
| Spielbericht                                                                  | | |            |

## Malaysia – Osttimor 3:2 (1:2)
| Malaysia                                                                                      | Malaysia | Osttimor | Osttimor |
| --------------------------------------------------------------------------------------------- | --- | --- | -------- |
| Malaysia                                                                                      | \| 2. Spieltag \| \| 11. Dezember 2024 um 21:00 Uhr (14:00 Uhr MEZ) in Kuala Lumpur (Bukit Jalil National Stadium) \| \| Zuschauer: 7.450 \| \| Schiedsrichter: Omar al-Yaqoubi ( Oman) \| \| Spielbericht \|                                                                                         | \| 2. Spieltag \| \| 11. Dezember 2024 um 21:00 Uhr (14:00 Uhr MEZ) in Kuala Lumpur (Bukit Jalil National Stadium) \| \| Zuschauer: 7.450 \| \| Schiedsrichter: Omar al-Yaqoubi ( Oman) \| \| Spielbericht \| | Osttimor |
| Malaysia                                                                                      | Kalamullah al-Hafiz – Declan Lambert, Harith Haiqal, Dominic Tan , Daniel Ting – Najmuddin Akmal (61. Haqimi Azim), Danial Amier, Syafiq Ahmad (46. Fazrul Amir), Ezequiel Agüero (76. Stuart Wilkin), Paulo Josué – Darren Lok (32. Fergus Tierney, 46. Endrick) Cheftrainer: Pau Vicente ( Spanien) | Georgino Mendonça (22. Junildo Pereira) – Zenivio Mota (90.+3' Elias Mesquita), João Panji, Francisco da Costa, Nelson Viegas (90.+3' Sandro Quintão) – Freteliano dos Santos (82. Luís Figo), Santiago da Costa, Mário Quintão, Claudio Osorio, João Pedro – Olagar Xavier (82. Kenny Ximenes) Cheftrainer: Simón Elissetche ( Chile) | Osttimor |
| Malaysia                                                                                      | 1:0 Ahmad (37.) 2:2 Josué (70.) 3:2 Josué (83.) | 1:1 Xavier (45.+1') 1:2 Pedro (45.+3') | Osttimor |
| Malaysia                                                                                      | Azim (90.+2') | S. da Costa (64.) | Osttimor |
| 2. Spieltag                                                                                   | | |          |
| 11. Dezember 2024 um 21:00 Uhr (14:00 Uhr MEZ) in Kuala Lumpur (Bukit Jalil National Stadium) | | |          |
| Zuschauer: 7.450                                                                              | | |          |
| Schiedsrichter: Omar al-Yaqoubi ( Oman)                                                       | | |          |
| Spielbericht                                                                                  | | |          |

## Osttimor – Singapur 0:3 (0:0)
| Osttimor                                                                   | Osttimor | Singapur | Singapur |
| -------------------------------------------------------------------------- | --- | --- | -------- |
| Osttimor                                                                   | \| 3. Spieltag \| \| 14. Dezember 2024 um 17:30 Uhr (11:30 Uhr MEZ) in Hanoi (Hàng Đẫy Stadium) \| \| Zuschauer: 1.000 \| \| Schiedsrichter: Ko Hyung-jin ( Südkorea) \| \| Spielbericht \| | \| 3. Spieltag \| \| 14. Dezember 2024 um 17:30 Uhr (11:30 Uhr MEZ) in Hanoi (Hàng Đẫy Stadium) \| \| Zuschauer: 1.000 \| \| Schiedsrichter: Ko Hyung-jin ( Südkorea) \| \| Spielbericht \| | Singapur |
| Osttimor                                                                   | Junildo Pereira – Olagar Xavier (90.+4' Anizo Correia), Nelson Viegas (79. Elias Mesquita), João Panji, Francisco da Costa (90.+4' Almerito da Silva), Mário Quintão – Zenivio Mota (90.+1' Filomeno Junior), Freteliano dos Santos (90.+1' Luís Figo), Santiago da Costa, Claudio Osorio – João Pedro Cheftrainer: Simón Elissetche ( Chile) | Izwan Mahbud – Ryhan Stewart, Lionel Tan (46. Safuwan Baharudin), Amirul Adli, Shakir Hamzah (72. Glenn Kweh) – Shah Shahiran , Naqiuddin Eunos (62. Shawal Anuar), Kyōga Nakamura, Hami Syahin, Nazrul Nazari (46. Farhan Zulkifli, 82. Jordan Emaviwe) – Abdul Rasaq Cheftrainer: Tsutomu Ogura ( Japan) | Singapur |
| Osttimor                                                                   | 0:1 Nakamura (76., Elfmeter) 0:2 Anuar (83.) 0:3 Anuar (90.) | | Singapur |
| Osttimor                                                                   | Syahin (78.), Emaviwe (90.+4') | | Singapur |
| 3. Spieltag                                                                | | |          |
| 14. Dezember 2024 um 17:30 Uhr (11:30 Uhr MEZ) in Hanoi (Hàng Đẫy Stadium) | | |          |
| Zuschauer: 1.000                                                           | | |          |
| Schiedsrichter: Ko Hyung-jin ( Südkorea)                                   | | |          |
| Spielbericht                                                               | | |          |

## Thailand – Malaysia 1:0 (0:0)
| Thailand                                                                        | Thailand | Malaysia | Malaysia |
| ------------------------------------------------------------------------------- | --- | --- | -------- |
| Thailand                                                                        | \| 3. Spieltag \| \| 14. Dezember 2024 um 20:00 Uhr (14:00 Uhr MEZ) in Bangkok (Rajamangala Stadium) \| \| Zuschauer: 25.619 \| \| Schiedsrichter: Rustam Lutfullin ( Usbekistan) \| \| Spielbericht \| | \| 3. Spieltag \| \| 14. Dezember 2024 um 20:00 Uhr (14:00 Uhr MEZ) in Bangkok (Rajamangala Stadium) \| \| Zuschauer: 25.619 \| \| Schiedsrichter: Rustam Lutfullin ( Usbekistan) \| \| Spielbericht \| | Malaysia |
| Thailand                                                                        | Patiwat Khammai – Nicholas Mickelson (70. Suphanan Bureerat), Chalermsak Aukkee (65. Pansa Hemviboon), Jonathan Khemdee, Apisit Sorada (46. Thitathorn Aksornsri) – Weerathep Pomphan, Suphanat Mueanta, Peeradon Chamratsamee , Akarapong Pumwisat (86. William Weidersjö), Seksan Ratree (90.+4' James Beresford) – Patrik Gustavsson (65. Teerasak Poeiphimai) Cheftrainer: Masatada Ishii ( Japan) | Haziq Nadzli – Declan Lambert, Harith Haiqal (85. Danial Amier), Khuzaimi Piee, Adib Ra’op (85. Gunalan Pavithran) – Endrick, Syamer Kutty Abba , Ezequiel Agüero (89. Daryl Sham) – Jimmy Raymond (85. Najmuddin Akmal), Haqimi Azim (74. Paulo Josué), Fazrul Amir (74. Fergus Tierney) Cheftrainer: Pau Vicente ( Spanien) | Malaysia |
| Thailand                                                                        | 1:0 Gustavsson (57.) | | Malaysia |
| Thailand                                                                        | Mickelson (36.), Aukkee (47.), Pumwisat (80.), Khemdee (90.+7') | Haiqal (40.), Piee (42.), Kutty Abba (52.) | Malaysia |
| 3. Spieltag                                                                     | | |          |
| 14. Dezember 2024 um 20:00 Uhr (14:00 Uhr MEZ) in Bangkok (Rajamangala Stadium) | | |          |
| Zuschauer: 25.619                                                               | | |          |
| Schiedsrichter: Rustam Lutfullin ( Usbekistan)                                  | | |          |
| Spielbericht                                                                    | | |          |

## Kambodscha – Osttimor 2:1 (1:1)
| Kambodscha                                                                     | Kambodscha | Osttimor | Osttimor |
| ------------------------------------------------------------------------------ | --- | --- | -------- |
| Kambodscha                                                                     | \| 4. Spieltag \| \| 17. Dezember 2024 um 17:45 Uhr (11:45 Uhr MEZ) in Phnom Penh (Olympic Stadium) \| \| Zuschauer: 17.109 \| \| Schiedsrichter: Firdavs Norsafarov ( Usbekistan) \| \| Spielbericht \|                                                | \| 4. Spieltag \| \| 17. Dezember 2024 um 17:45 Uhr (11:45 Uhr MEZ) in Phnom Penh (Olympic Stadium) \| \| Zuschauer: 17.109 \| \| Schiedsrichter: Firdavs Norsafarov ( Usbekistan) \| \| Spielbericht \| | Osttimor |
| Kambodscha                                                                     | Reth Lyheng – Sareth Krya , Hikaru Mizuno, Takaki Ose, Nick Taylor – Sor Rotana (90.+4' Sa Ty), Orn Chanpolin, Yūdai Ogawa, Sieng Chanthea (64. Seut Baraing) – Hav Soknet (80. Abdel Kader Coulibaly), Andrés Nieto Cheftrainer: Kōji Gyōtoku ( Japan) | Junildo Pereira – Olagar Xavier (70. Luís Figo), João Panji (70. Anizo Correia), Filomeno Junior, Francisco da Costa, Mário Quintão – Zenivio Mota, Freteliano dos Santos (90.+3' Elias Mesquita), Santiago da Costa, Claudio Osorio (80. Kornelis Nahak) – João Pedro (90.+3' Kenny Ximenes) Cheftrainer: Simón Elissetche ( Chile) | Osttimor |
| Kambodscha                                                                     | 1:1 Sor R. (42.) 2:1 Hav S. (79.) | 0:1 Pedro (22.) | Osttimor |
| Kambodscha                                                                     | Ogawa (47.), Ose (78.) | Pedro (78.), Pereira (90.+6') | Osttimor |
| 4. Spieltag                                                                    | | |          |
| 17. Dezember 2024 um 17:45 Uhr (11:45 Uhr MEZ) in Phnom Penh (Olympic Stadium) | | |          |
| Zuschauer: 17.109                                                              | | |          |
| Schiedsrichter: Firdavs Norsafarov ( Usbekistan)                               | | |          |
| Spielbericht                                                                   | | |          |

## Singapur – Thailand 2:4 (2:1)
| Singapur                                                                      | Singapur | Thailand | Thailand |
| ----------------------------------------------------------------------------- | --- | --- | -------- |
| Singapur                                                                      | \| 4. Spieltag \| \| 17. Dezember 2024 um 20:30 Uhr (13:30 Uhr MEZ) in Singapur (National Stadium) \| \| Zuschauer: 26.611 \| \| Schiedsrichter: Ismaeel Habib Ali Ismaeel ( Bahrain) \| \| Spielbericht \|                                                                                                 | \| 4. Spieltag \| \| 17. Dezember 2024 um 20:30 Uhr (13:30 Uhr MEZ) in Singapur (National Stadium) \| \| Zuschauer: 26.611 \| \| Schiedsrichter: Ismaeel Habib Ali Ismaeel ( Bahrain) \| \| Spielbericht \| | Thailand |
| Singapur                                                                      | Izwan Mahbud – Irfan Najeeb, Lionel Tan, Amirul Adli, Ryhan Stewart (64. Christopher van Huizen) – Shah Shahiran , Kyōga Nakamura, Glenn Kweh (74. Farhan Zulkifli), Hami Syahin (86. Shakir Hamzah), Faris Ramli (74. Abdul Rasaq) – Shawal Anuar (66. Taufik Suparno) Cheftrainer: Tsutomu Ogura ( Japan) | Patiwat Khammai – Suphanan Bureerat (66. Nicholas Mickelson), Pansa Hemviboon, Saringkan Promsupa (90.+9' Jonathan Khemdee), Thitathorn Aksornsri – Weerathep Pomphan, Suphanat Mueanta, Peeradon Chamratsamee , William Weidersjö (88. Worachit Kanitsribumphen), Anan Yodsangwal (66. Seksan Ratree) – Patrik Gustavsson (66. Teerasak Poeiphimai) Cheftrainer: Masatada Ishii ( Japan) | Thailand |
| Singapur                                                                      | 1:0 Anuar (10.) 2:0 Ramli (34.) | 2:1 Gustavsson (45.+3') 2:2 Mueanta (52.) 2:3 Chamratsamee (90.+3') 2:4 Poeiphimai (90.+15') | Thailand |
| Singapur                                                                      | Nakamura (50.), Suparno (85.), Najeeb (90.+2') | Bureerat (42.), Pomphan (81.) | Thailand |
| 4. Spieltag                                                                   | | |          |
| 17. Dezember 2024 um 20:30 Uhr (13:30 Uhr MEZ) in Singapur (National Stadium) | | |          |
| Zuschauer: 26.611                                                             | | |          |
| Schiedsrichter: Ismaeel Habib Ali Ismaeel ( Bahrain)                          | | |          |
| Spielbericht                                                                  | | |          |

## Thailand – Kambodscha 3:2 (1:1)
| Thailand                                                                        | Thailand | Kambodscha | Kambodscha |
| ------------------------------------------------------------------------------- | --- | --- | ---------- |
| Thailand                                                                        | \| 5. Spieltag \| \| 20. Dezember 2024 um 20:00 Uhr (14:00 Uhr MEZ) in Bangkok (Rajamangala Stadium) \| \| Zuschauer: 15.261 \| \| Schiedsrichter: Tam Ping Wun ( Hongkong) \| \| Spielbericht \| | \| 5. Spieltag \| \| 20. Dezember 2024 um 20:00 Uhr (14:00 Uhr MEZ) in Bangkok (Rajamangala Stadium) \| \| Zuschauer: 15.261 \| \| Schiedsrichter: Tam Ping Wun ( Hongkong) \| \| Spielbericht \|                                                                      | Kambodscha |
| Thailand                                                                        | Kampol Pathomakkakul – James Beresford (46. Suphanat Mueanta), Chalermsak Aukkee, Jonathan Khemdee, Apisit Sorada (46. Thitathorn Aksornsri) – William Weidersjö (71. Weerathep Pomphan), Nicholas Mickelson, Worachit Kanitsribumphen, Akarapong Pumwisat, Anan Yodsangwal (46. Seksan Ratree) – Teerasak Poeiphimai (89. Patrik Gustavsson) Cheftrainer: Masatada Ishii ( Japan) | Reth Lyheng – Sareth Krya, Takaki Ose, Soeuy Visal , Seut Baraing – Sor Rotana (55. Sa Ty), Hikaru Mizuno, Orn Chanpolin, Nick Taylor (55. Sieng Chanthea) – Hav Soknet (55. Abdel Kader Coulibaly), Andrés Nieto (70. Min Ratanak) Cheftrainer: Kōji Gyōtoku ( Japan) | Kambodscha |
| Thailand                                                                        | 1:1 Pumwisat (33.) 2:1 Pumwisat (78.) 3:1 Aukkee (84.) | 0:1 Nieto (32.) 3:2 Coulibaly (90.+6') | Kambodscha |
| Thailand                                                                        | Soeuy V. (83.) | | Kambodscha |
| 5. Spieltag                                                                     | | |            |
| 20. Dezember 2024 um 20:00 Uhr (14:00 Uhr MEZ) in Bangkok (Rajamangala Stadium) | | |            |
| Zuschauer: 15.261                                                               | | |            |
| Schiedsrichter: Tam Ping Wun ( Hongkong)                                        | | |            |
| Spielbericht                                                                    | | |            |

## Malaysia – Singapur 0:0
| Malaysia                                                                                      | Malaysia | Singapur | Singapur |
| --------------------------------------------------------------------------------------------- | --- | --- | -------- |
| Malaysia                                                                                      | \| 5. Spieltag \| \| 20. Dezember 2024 um 21:00 Uhr (14:00 Uhr MEZ) in Kuala Lumpur (Bukit Jalil National Stadium) \| \| Zuschauer: 31.127 \| \| Schiedsrichter: Hiroyuki Kimura ( Japan) \| \| Spielbericht \|                                                                                          | \| 5. Spieltag \| \| 20. Dezember 2024 um 21:00 Uhr (14:00 Uhr MEZ) in Kuala Lumpur (Bukit Jalil National Stadium) \| \| Zuschauer: 31.127 \| \| Schiedsrichter: Hiroyuki Kimura ( Japan) \| \| Spielbericht \|                                                                                       | Singapur |
| Malaysia                                                                                      | Haziq Nadzli – Declan Lambert, Harith Haiqal, Dominic Tan (58. Fergus Tierney), Daniel Ting – Jimmy Raymond (84. Khuzaimi Piee), Syamer Kutty Abba , Ezequiel Agüero (84. Fazrul Amir) – Endrick, Haqimi Azim (58. Paulo Josué), Stuart Wilkin (90.+2' Syafiq Ahmad) Cheftrainer: Pau Vicente ( Spanien) | Izwan Mahbud – Irfan Najeeb, Lionel Tan, Safuwan Baharudin , Amirul Adli – Shah Shahiran, Nazrul Nazari (58. Glenn Kweh), Shahdan Sulaiman (58. Kyōga Nakamura), Hami Syahin (62. Hariss Harun), Faris Ramli (72. Ryhan Stewart) – Abdul Rasaq (46. Shawal Anuar) Cheftrainer: Tsutomu Ogura ( Japan) | Singapur |
| Malaysia                                                                                      | Ting (21.) | Shahiran (51.), Anuar (78.), Tan (82.), Mahbud (88.) | Singapur |
| 5. Spieltag                                                                                   | | |          |
| 20. Dezember 2024 um 21:00 Uhr (14:00 Uhr MEZ) in Kuala Lumpur (Bukit Jalil National Stadium) | | |          |
| Zuschauer: 31.127                                                                             | | |          |
| Schiedsrichter: Hiroyuki Kimura ( Japan)                                                      | | |          |
| Spielbericht                                                                                  | | |          |